# Ascorhynchus pilipes
Ascorhynchus pilipes là một loài nhện biển trong họ Ascorhynchidae. Loài này thuộc chi Ascorhynchus. Ascorhynchus pilipes được miêu tả khoa học năm 1991 bởi Stock.